# ОШ „Милинко Кушић” Ивањица
ОШ „Милинко Кушић” Ивањица је матична осморазредна школа, која се налази у ширем центру града, у чијем се саставу налазе и издвојена одељења четвороразредних школа у насељима Буковица, Лиса и Рашчићи, која су припојена 1962. године. Рад је организован у 45 одељења редовне наставе и једном одељењу деце лако ометене у развоју. Школа носи име Милинка Кушића (1912—1943), учесника Народноослободилачке борбе и народног хероја Југославије. Ова ивањичка школа је почела са радом захваљујући завештању целог плаца Милинка Кушића. Она је данас једна од лепше уређених школа у Србији.
За изузетне резултате и достигнућа у васпитно образовном раду школа је 1978. године добила највеће признање — Републичку награду „25. мај”.

## Историјат
Школа наставља традицију основне школе из Ивањице, отворене 1834. године и основне школе Шуме, отворене 1927. године. Решењем број 457 од 26. септембра 1955. године ове две школе спојене су у једну школу у осмогодишњем трајању и добија данашње име.
Од школске 1999/2000. године, уз сагласност Министарства просвете РС, почело је са радом одељење за лако ментално ометене ученике у саставу ове школе.

## Школа данас
Данас је основна школа „Милинко Кушић” савремено опремљена васпитно - образовна установа у чијем пријатном окружењу ученици стичу знања за будућност. Недавно је ова школа додатно уређена кречењем и генералним чишћењем и постављен је нови намештај у 32 учионице, наставничку канцеларију и нови амфитеатар, чију куповину је омогућила амбасада Јапана у Београду, дониравши у ове сврхе готово 50.000 евра.
Завршено је и постављање првог мини пич терена у Ивањици, у оквиру дворишта ове школе. Новац за изградњу терена на чијој вештачкој трави се могу упражњавати готово све спортске дисциплине, финансирали су општина Ивањица, Министарство омладине и спорта, Фудбалски савез Србије и Влада Краљевине Норвешке.

## Галерија
- ИО Буковица
- ИО Лиса
- ИО Рашчићи